# Jan Semeins

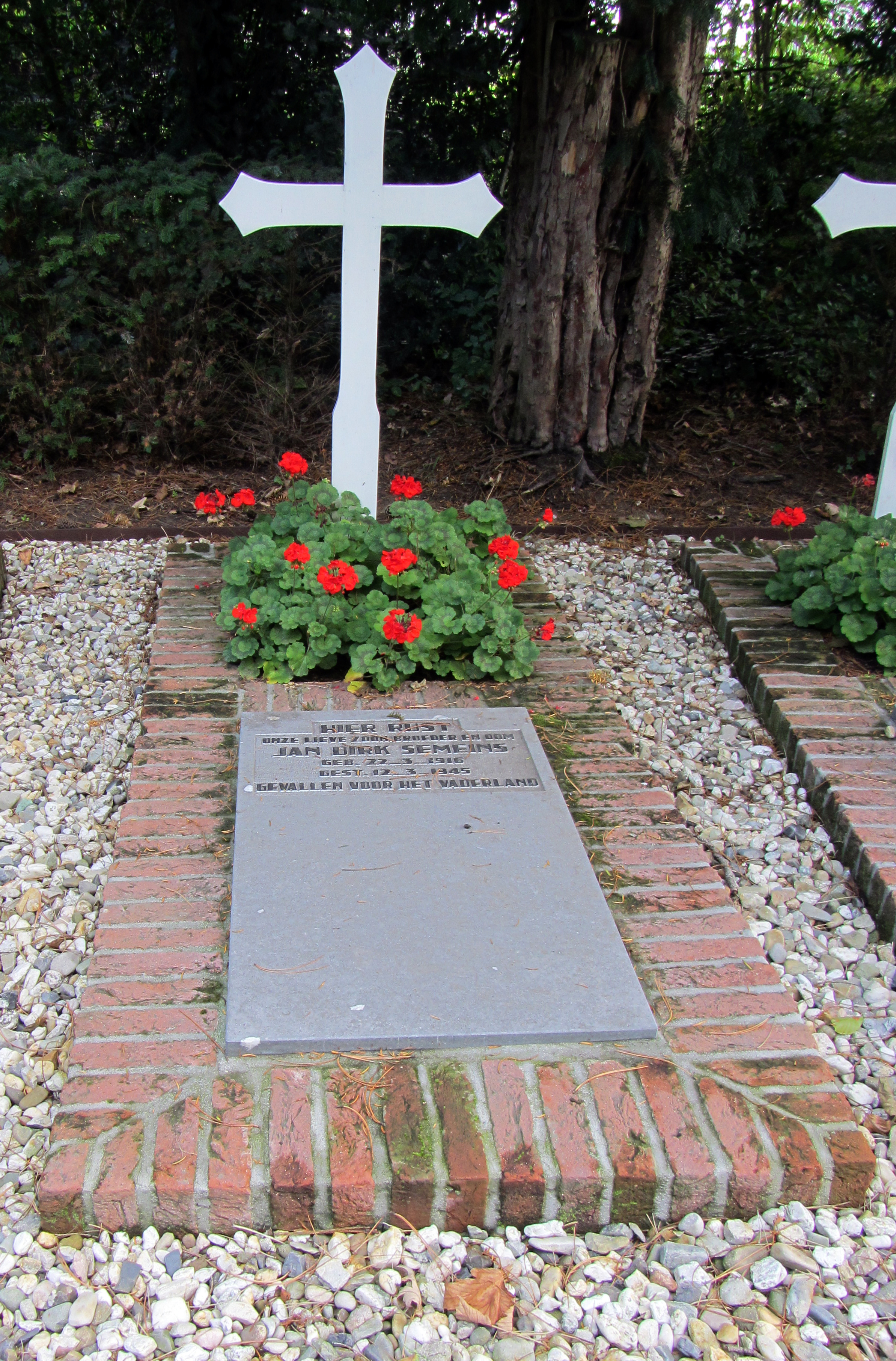
Graf van Jan Dirk Semeins op begraafplaats Duinrust

Jan Dirk Semeins (Wijk aan Zee en Duin, 22 maart 1916 - Amsterdam, 12 maart 1945) was een Nederlandse onderduikgever tijdens de Tweede Wereldoorlog.
Hij was zoon van Pieter Semeins en Jansje Pesch. Jan Dirk was huisschilder. Semeins werd door de Duitse bezetter op 26 februari 1945 gearresteerd omdat hij zich met zijn boezemvriend Reinier Pletting en Jan Pleeging had ingezet voor de joden en andere onderduikers.
Op 12 maart 1945 werd hij samen met 29 anderen in het Eerste Weteringplantsoen te Amsterdam door de Duitsers gefusilleerd.
Jan Semeins werd op 27 oktober 1945 herbegraven op begraafplaats Duinrust in Beverwijk. In Beverwijk is ter nagedachtenis de Jan Semeinshof naar hem vernoemd. Zijn naam is vermeld op de plaquette bij het oorlogsmonument de Fusillade van Gerrit Bolhuis in het Weteringplantsoen. 